# 地中海
地中海是一個位於歐洲南面、非洲北面以及亞洲西面的陸間海。东西长约4000公里，南北最宽处大约为1800公里，面積251.6万平方公里，是地球上最大的陸間海。地中海的平均深度是1500米，最深處为5267米。
地中海西部通过直布羅陀海峽與大西洋相接，東部通过土耳其海峡（達達尼爾海峽和博斯普魯斯海峽、马尔马拉海）和黑海相连。19世紀時開通的蘇伊士運河，接通了地中海与紅海。在地質學上地中海是世界上最古老的海之一，由大洋逐漸縮小而成，在約550萬年前墨西拿鹽度危機一度成為內海乾涸。地中海处在欧亚板块和非洲板块交界处，為地震带。地中海地区有维苏威火山、埃特纳火山等火山，造山運動下逐漸形成今天的地貌。由于與大西洋的洋流交換，地中海水貧營養化，生物資源少，但視覺上非常清澈，擁有衆多美麗的海灘。
地中海作为陆间海，风浪较小，加之沿岸海岸线曲折、岛屿众多，拥有许多天然良港，成为沟通三個大陸的交通要道。這樣的條件，使地中海從古代開始海上貿易就很繁盛，促进了古埃及文明、古希臘文明、羅馬帝國等的发展。現在也是世界海上交通的重要地区之一。其沿岸的腓尼基人、克里特人、希腊人、威尼斯人、热那亚人等以及后来的葡萄牙人和西班牙人都是航海业发达的民族。著名的航海家如哥伦布、达伽马、麦哲伦等，都出自地中海沿岸国家。
地中海氣候夏季炎热乾燥，冬季温暖濕潤。植被如地中海松叶质坚硬，叶面有蜡质，根系深，有适应夏季干热气候的耐旱特征，属亚热带常绿硬叶林。这里光热充足，是欧洲主要的亚热带水果产区，盛产柑橘、无花果，和葡萄等，还有木本油料作物油橄榄。

## 文化史

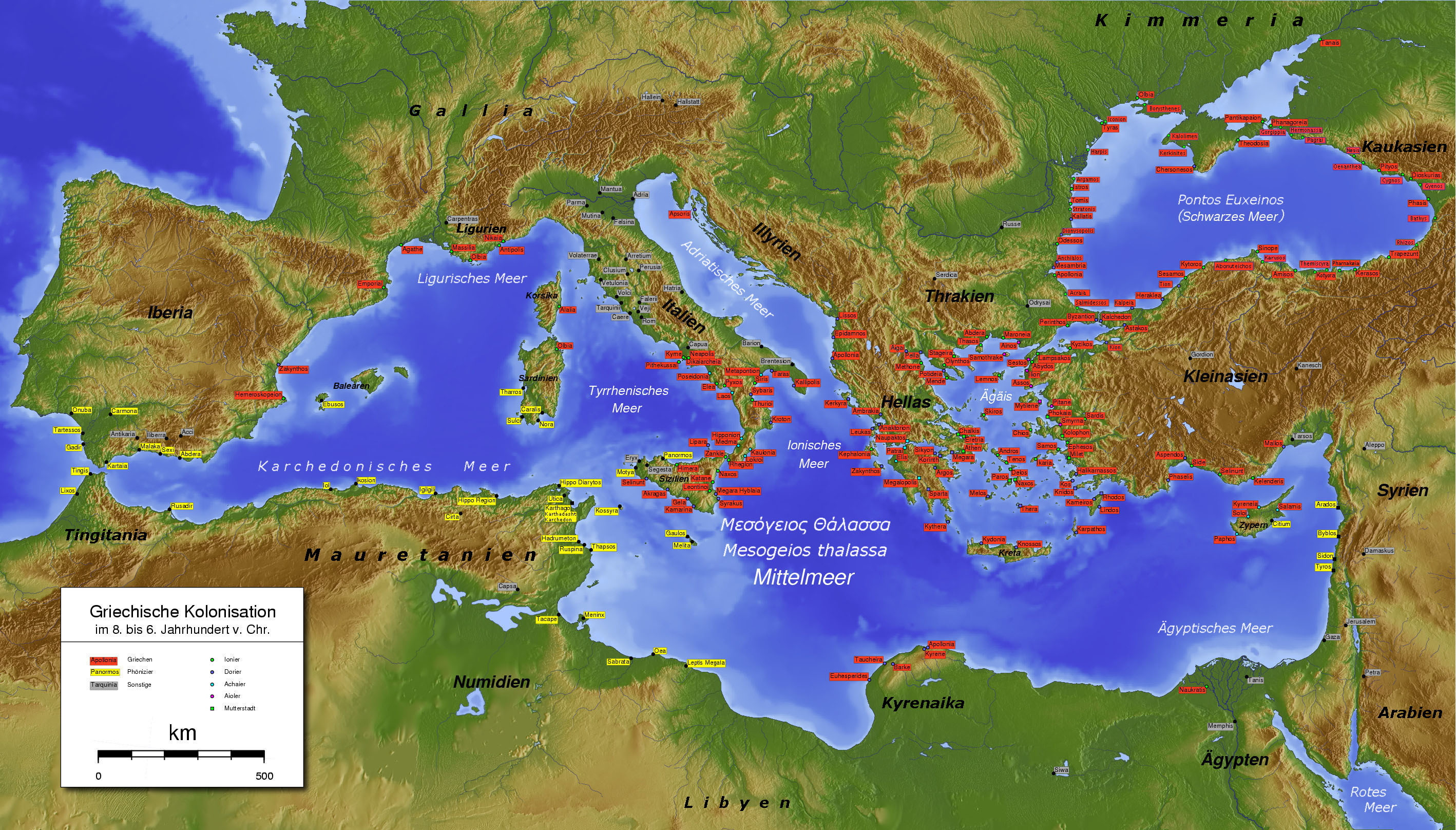
地中海地區的古代殖民地

1571年的勒班陀戰役，最後西班牙、威尼斯等國組成的神聖同盟打敗了鄂圖曼土耳其帝國

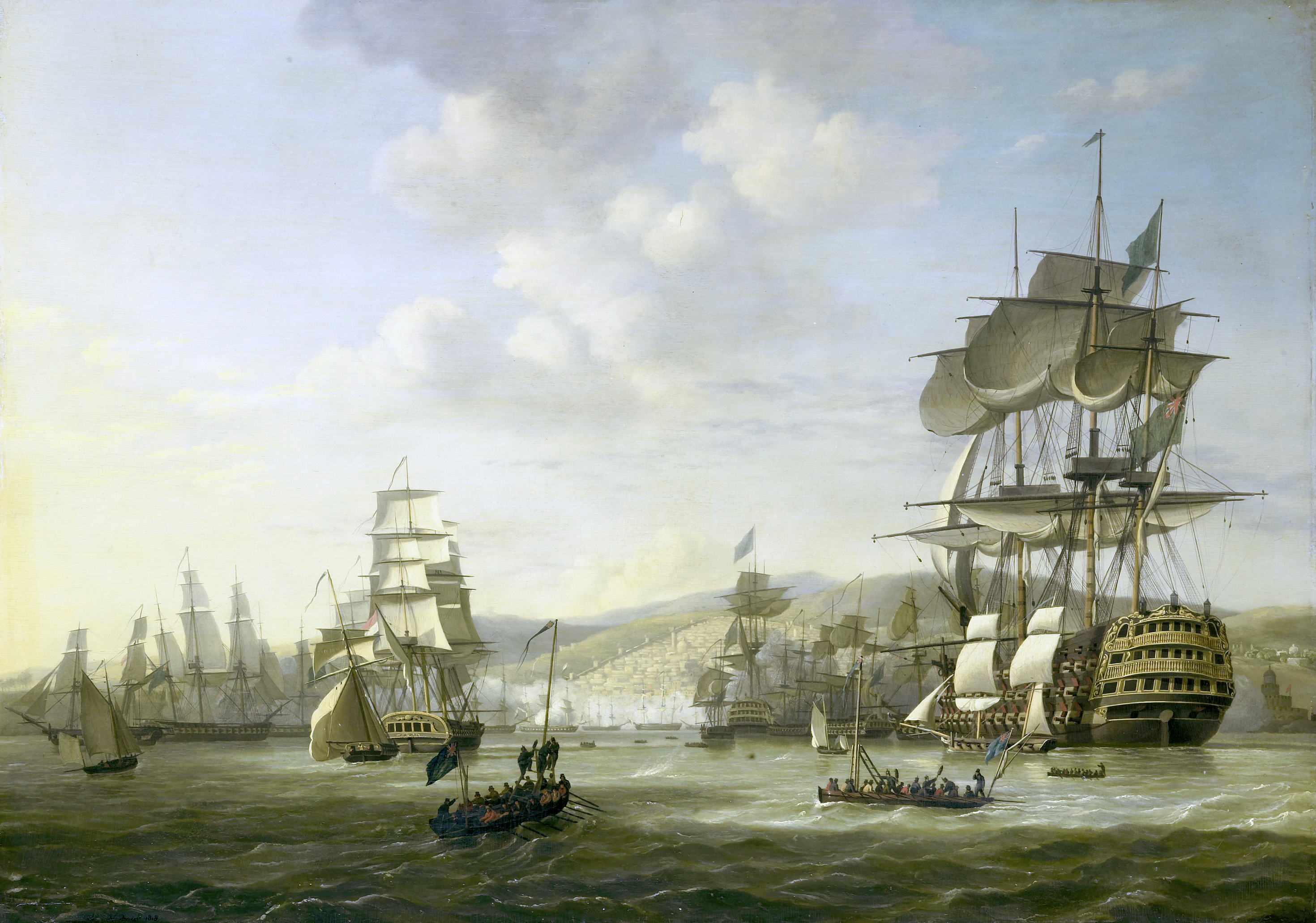
1816年8月，由英荷舰队提出的轰击阿尔及尔 (1816)行動，目的是要釋放歐洲的奴隸

地中海沿岸歷史悠久，古代地中海文明有古埃及、迦南人、腓尼基、希臘城邦、亞歷山大帝国、古羅馬等等。以往羅馬帝國的領土環繞整個地中海，並将之稱為「我们的海」。地中海對這些文明有相當的影響，自古以來提供這些文明貿易、殖民及戰爭的通道，也提供魚類及其他海鮮類食物。古希臘和古羅馬也是西方文明的源頭，西方人稱兩者為古典文化，建築為古典主義建築，研究古希臘羅馬文化的學問稱爲西洋古典學。
大流士一世戰勝了古埃及，修築了連接地中海及紅海的運河，大流士的運河可以讓兩艘三列槳座戰船在有槳的情形下並排航行，通過運河的時間約需四天。
西羅馬帝國在西元476年結束，地中海的東半部先由東羅馬帝國統治，後來則是由信奉伊斯蘭教的阿拉伯帝國統治，極盛時期統治整個地中海南部的陸地。13世紀下半葉，法王路易九世之弟安茹的查理成為西西里國王，控制巴尔干半岛部分地區，並準備入侵東羅馬，建立環地中海的帝國，但最終因西西里晚祷事件而破滅。之後鄂圖曼帝國的勢力逐漸擴張，在1453年時君士坦丁堡陷落，結束了拜占庭帝国。十六世紀時鄂圖曼帝國統治地中海周圍的許多地區，在地中海沿岸建立海軍基地。巴巴羅薩·海雷丁帕夏是著名的鄂圖曼船長，在普雷韋扎海戰中獲勝。傑爾巴島海戰是鄂圖曼帝國在地中海勢力的頂峰。後來歐洲各國的海軍勢力興起，對抗鄂圖曼帝國的擴張，在勒班陀戰役時歐洲各國的海軍和鄂圖曼海軍對抗，這也是最後一次以槳帆船為主的戰爭。
北非的巴巴利海盗掠奪西地中海的基督教國家船隻。根據罗伯特戴维斯的記載，在16到19世紀時，海盗抓了100萬到125萬的歐洲人當奴隸。
海洋運輸業的發展也影響整個地中海地區，東方和歐洲的貿易一度都需要通過地中海地區，不過後來西歐在大西洋的港口也取代了部分的功能。
在2013年地中海難民船船難後，義大利政府決定提出軍事及人道行動。

## 岛屿
地中海中沿岸海岸线曲折、岛屿众多，大岛屿有马略卡岛、科西嘉岛、萨丁尼亚岛、西西里岛、克里特岛、塞浦路斯岛和罗得岛等。
其中西西里岛是第一大岛，撒丁岛是第二大岛，塞浦路斯岛是第三大岛，科西嘉岛是第四大岛，克里特岛是第五大岛。
地中海中的群岛：
- 巴利阿里群岛、伊奧尼亞群島

地中海中的岛屿：
- 马略卡岛、科西嘉岛、萨丁尼亚岛、西西里岛、克里特岛、塞浦路斯岛、罗得岛、马耳他岛

## 附属海

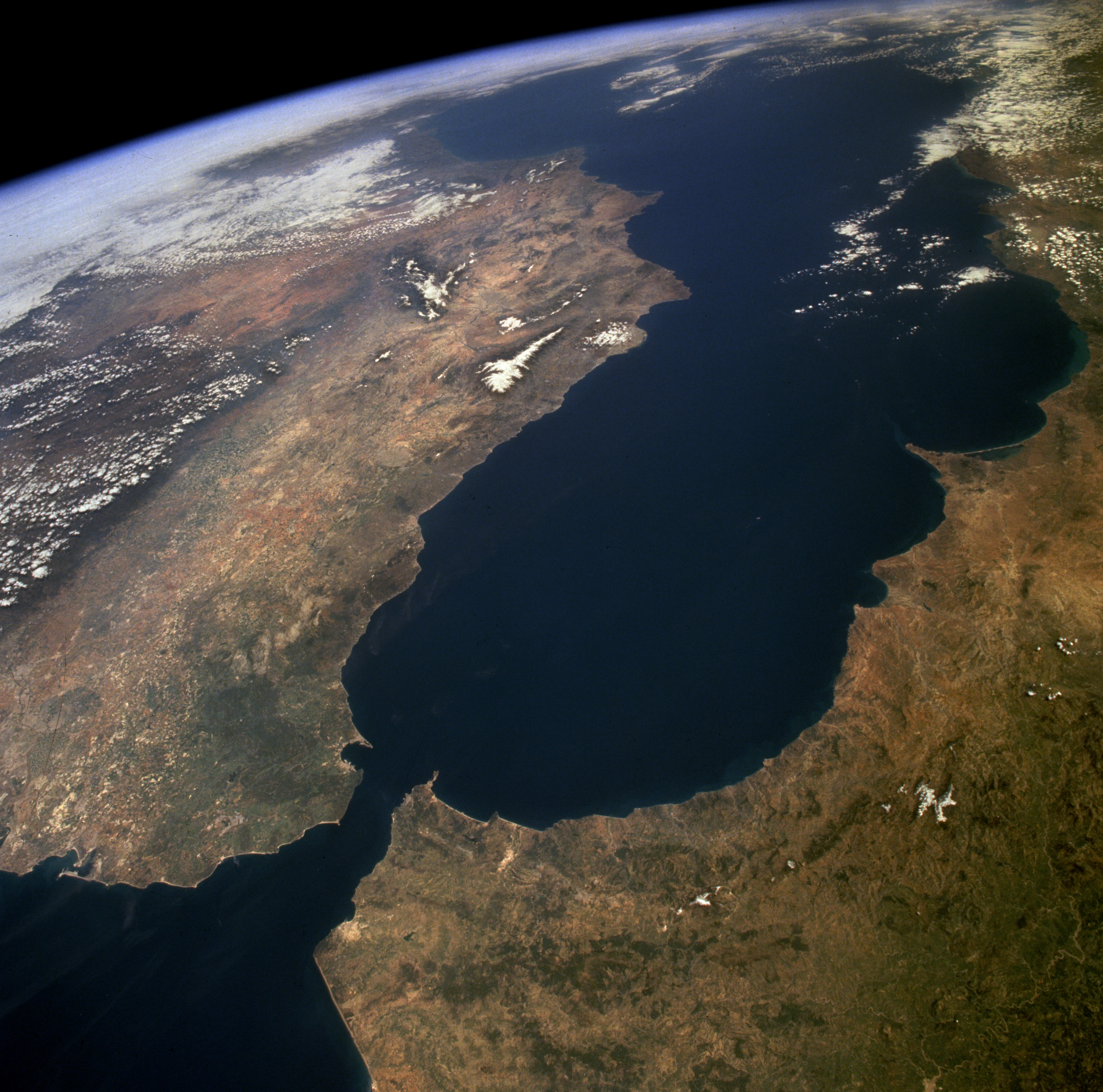
图中显示的是阿尔沃兰海，海域的左边是欧洲大陆，右边是非洲大陆，两片大陆之间最窄处是直布罗陀海峡

地中海因爲文化豐富，許多邊緣海域都有自己單獨的名字。大致上以马耳他岛为中点，分为东西两部，故而马耳他岛有“地中海心脏”之称。地中海的海岸线曲折，各个半岛将整个地中海分割成不同的海域，國際海道測量組織將地中海分為以下幾個較小的水體，自西向东分别是：
- 直布羅陀海峽
- 阿尔沃兰海：位在摩洛哥和西班牙之間。
- 巴利阿里海：巴利阿里群岛和欧洲大陆之间的海域。
- 利古里亚海：科西嘉島和利古里亞之间的海域。
- 第勒尼安海：亚平宁半岛、科西嘉岛、撒丁岛之间的海域。沿岸主要港口有威马赛。
- 爱奥尼亚海：義大利、希臘及阿爾巴尼亞之间的海洋。
- 亚得里亚海：巴尔干半岛和亚平宁半岛之间的海洋，沿岸主要港口有威尼斯。
- 爱琴海：巴尔干半岛、安纳托利亚半岛、克里特岛所包围的海域之间的海域。

## 入海河流
有众多河流自不同方向注入地中海，主要河流包括：尼罗河、罗讷河、台伯河、阿迪杰河、阿諾河